# Ana Maria Gomes
Ana Maria Rosa Martins Gomes (Lisboa, 9 de febrer de 1954) és una política i diplomàtica portuguesa. El 2004 va ser elegida eurodiputada del Partit Socialista portuguès. Ana Gomes és actualment regidora de l'Ajuntament de Sintra.
Ha estat diplomàtica de carrera des de 1980 i va servir en les missions portugueses a l'ONU a Nova York i Ginebra, i també en les ambaixades a Tòquio i Londres. Entre 1999 i 2003, va ser cap de missió i ambaixadora a Jakarta, on va exercir un paper diplomàtic en el procés d'independència de Timor Oriental i en el restabliment de les relacions entre Portugal i Indonèsia.
Al Parlament Europeu, les seves principals àrees d'activitat són: els drets humans, la seguretat i la defensa, les relacions internacionals, les qüestions de gènere i el desenvolupament. El 2010 es va signar el manifest del Grup Spinelli. Està casada i té una filla, tres fillastres i sis nets.